# Olio extravergine di oliva Soratte
La denominazione di origine protetta DOP «Soratte» è riservata all'olio extra vergine di oliva rispondente alle condizioni ed ai requisiti stabiliti nel presente disciplinare di produzione.

## Zona di produzione
Le olive destinate alla produzione dell'olio di oliva extra vergine dalla denominazione d'origine protetta DOP «Soratte» devono essere prodotte nell'intero territorio amministrativo dei seguenti comuni nella Città metropolitana di Roma:
Campagnano di Roma, Civitella San Paolo, Formello, Magliano Romano, Mazzano Romano, Morlupo, Rignano Flaminio, Sacrofano, e parte dei territori amministrativi dei seguenti comuni: Capena,  Castelnuovo di Porto, Fiano Romano, Filacciano, Nazzano, Ponzano Romano, Riano, Roma (zona di Boccea, di Cesano, di S. Maria di Galeria), Sant'Oreste, Torrita Tiberina.
Sono da considerarsi idonei gli oliveti ubicati nella fascia altimetrica compresa tra 50 e 600 m s.l.m. La delimitazione dell'area interessata è la seguente: si parte dall'incrocio della via Cassia con il confine del comune di Campagnano di Roma, in località «Ponte del Pavone»; si segue il confine della Provincia di Roma in direzione nord/est fino a raggiungere l'autostrada A1, in prossimità del Km 513. Si percorre quindi, l'autostrada in direzione sud/est; in prossimità del Km 516 si dirige verso est percorrendo la provinciale Nazzano-Filacciano, fino ad intercettare la curva di livello di 50 m s.l.m. Si segue detta quota in direzione est fino ad incontrare il fiume Tevere, in località Pendicoste; lo percorre in direzione sud/est. Arrivati in località Campo del Porto si segue il sentiero pedemontano fino ad incontrare la strada provinciale Tiberina in direzione est. Si segue questa strada provinciale fino ad intercettare di nuovo il fiume Tevere. Si segue l'andamento dello stesso fino ad incontrare il Fosso di Prosciano, nel comune di Nazzano; lo segue fino che questi non intercetta l'autostrada A1 in prossimità del Km 525. Riprende a seguire l'A1 in direzione sud fino alla diramazione per Roma. La segue in direzione Roma fino ad incontrare la strada provinciale Tiberina in prossimità della barriera Roma-Nord al Km 5. Segue la Tiberina, direzione sud, fino ad incontrare prima la SS3, Flaminia, e poi il Grande Raccordo Anulare di Roma, in località Castel Giubileo. Dal Grande Raccordo Anulare in direzione prima ovest poi sud, si intercetta la via Boccea; si segue questa in direzione nord/ovest, fino a raggiungere la località «Tragliata»; si percorre in direzione nord-nord/est il confine del comune di Roma, fino a raggiungere quello del comune di Campagnano di Roma. Lo segue, in direzione nord/est, fino ad incontrare di nuovo il confine del comune di Roma. Di lì riprende il confine del comune di Roma, fino a raggiungere, in direzione nord/ovest, il punto di partenza in località «Ponte del Pavone», all'incrocio con la via Cassia, tramite il confine di Campagnano di Roma, in direzione nord/est.

## Cultivar
La denominazione di origine protetta «Soratte» è riservata all'olio extra-vergine di oliva ottenuto dalle seguenti varietà di olivo:
- «Sirole» in percentuale di almeno il 10%;
- «Leccino» in percentuale del 40%;
- «Frantoio» in percentuale del 25%
- «Reale» in percentuale di almeno il 5%

Possono concorrere alla produzione del detto olio, da sole o congiuntamente,  anche  le  olive  delle  varietà:
- «Moraiolo», «Pendolino» e «Rosciola», fino ad un massimo del 20%.

Sono escluse altre varietà di olivo.

## Caratteristiche organolettiche
All'atto dell'immissione al consumo l'olio vergine «Soratte» deve appartenere alla categoria degli extra vergini (mediana dei difetti = 0 e mediana del fruttato > 0), ed in particolare deve rispondere alle seguenti caratteristiche:
- Colore: dal giallo oro al verde chiaro;
- Odore: fruttato medio leggero con note vegetali erbacee, che lo distingue dagli altri oli delle zone limitrofe;
- Sapore: armonico ed equilibrato al gusto, leggermente amaro e piccante  per gli oli freschissimi (ad eccezione delle annate particolarmente siccitose);

Acidità totale espressa in acido oleico: inferiore o uguale a 0,5 grammi per 100 grammi di olio;
- K 232: uguale o inferiore a 2;
- K 270: uguale o inferiore a 0,2;

Numero perossidi: uguale o inferiore a 12 millequivalenti di ossigeno attivo per chilogrammo di olio;    
Contenuto di polifenoli totali espressi come acido caffeico milligrammi/kg: uguale o superiore a 70 p.p.m. (determinato con metodo spettrofotometrico fino ad approvazione del metodo ufficiale per il test dei polifenoli);
- Acido oleico: uguale o inferiore a 80%;
- Acido palmitico: uguale o inferiore a 15%;
- Acido linoleico: uguale o inferiore a 10%;
- Acido linolenico: uguale o inferiore a 0,9%.[2]

## Logo
Il logo se stampato su fondo colorato dovrà essere circondato per tutta la sua sagoma da un filo bianco dello spessore di almeno 0.75 pt. Gli elementi sopra descritti non possono essere in alcun modo separati. Il logo si potrà adattare proporzionalmente alle varie declinazioni di utilizzo. È obbligatorio indicare in etichetta l'annata di produzione delle olive da cui si è ottenuto l'olio, la scadenza per il consumo del prodotto e quanto utile ad identificare la  partita  alla  quale  appartiene il prodotto stesso. Alla denominazione di origine protetta DOP «Soratte» è vietata l'aggiunta di qualsiasi qualificazione non espressamente prevista dal presente disciplinare di produzione ivi compresi gli aggettivi: fine, scelto, selezionato, superiore, genuino. La designazione «Soratte» deve figurare in lingua italiana. È tuttavia consentito l'uso di nomi, ragioni sociali, marchi privati, purché non abbiano significato laudativo e non siano tali da trarre in inganno l'acquirente. L'uso di nomi di aziende, tenute o fattorie è consentito solo se il prodotto è stato ottenuto esclusivamente con le olive raccolte negli oliveti facenti parte della azienda.

## Olio extravergine di oliva monovarietale di Sirole
L'olio di oliva di Sirole, ecotipo presente nell'areale del Soratte, presenta le seguenti caratteristiche: colore dal giallo al verde chiaro, odore fruttato leggero ed un sapore aromatico, fruttato dolce, leggermente amaro e piccante per gli olii freschissimi.
- Tipologia: Prodotti tradizionali
- Categoria: Olio e burro
- Zone di produzione: Civitella San Paolo; Fiano Romano; Ponzano Romano; Sant'Oreste;
- Periodo di produzione: Metà ottobre - metà novembre [4]